# 內幕交易審裁處
內幕交易審裁處（英語：Insider Dealing Tribunal）是中華人民共和國香港特別行政區政府財經事務及庫務局財經事務科轄下的司法機構，亦是一個訊問式法庭，於1991年根據《證券（內幕交易）條例》第9條（現《證券及期貨條例》第4部分 - 內幕交易）成立，內幕交易審裁處的主席分別為高等法院原訟法庭的麥明康法官及辛達誠法官。而每位主席均會由兩名成員協助，而成員是從本港商界或專業團體的傑出人士，由財政司司長委任出來的，並且在主席推薦下出席研訊。所有有關內幕交易案件的研訊在一般的情況下是公開進行的，除非審裁處為維護司法公正起見，研訊則須部分或全部閉門進行。
內幕交易審裁處主要應財政司司長的要求，就一間上市公司中，曾發生或有可能曾發生涉及該公司並涉及公司的職員、經理人或是持有一定股份的股東的交易（即內幕交易）行為之的案件展開審訊，並且就案件作出裁決，而相信最為矚目是隆輝集團有限公司（由嘉域集團有限公司取代上市）內幕交易案的。
內幕交易審裁處位於香港灣仔告士打道7號入境事務大樓38樓及香港金鐘道89號力寶中心第2座702室。2007年由市場失當行為審裁處繼承其功能。

## 外部連結
- 香港特別行政區政府 內幕交易審裁處 （页面存档备份，存于）
- 香港特別行政區政府 市場失當行為審裁處 （页面存档备份，存于）